# 大乗寺 (八王子市)
大乗寺（だいじょうじ）は、東京都八王子市加住町にある日蓮宗の寺院。山号は十行山。旧本山は水戸久昌寺、親師法縁。

## 歴史
天正5年（1577年）、徳川家康の命により、十行院日合上人によって、京都の本圀寺の末寺として、小田原にて開山し、家康の関東入府にともなって谷中に移転ののち、寛永元年（1624年）に幕府より駒込白山に1000坪の土地を拝領し、同地に移転した。
22世住職の日舜（元法華経寺祈祷僧、のち池上本門寺貫首、日蓮宗12代管長）は日蓮宗に帰依していた間部詮道の愛妾が生んだ娘たちを名家に嫁がせ、その伝手で貞明皇后の家系である九条家を檀家にしたことにより、皇室関係者が参詣・祈祷に訪れるようになった。大正天皇の容態が悪化した際には、妻の貞明皇后や母の柳原愛子が祈願に訪れた。
太平洋戦争末期の昭和20年（1945年）、東京大空襲による無差別爆撃で焼失した。貞明皇后から見舞金が下賜され、昭和26年に皇后が死去した際には寺院関係者として唯一、29世住職の日嘉が葬儀に参列した。
昭和33年に本堂が再建されたが、昭和50年（1975年）11月に現在地の八王子に移転した。昭和58年に貞明皇后のゆかりの品が保管されているのが発見され、令和4年（2022年）に杉並区に寄贈された。
出石藩主仙石家の菩提寺であったが、墓所は現在多摩霊園に移されている。

## 境内
- 本堂
  - 梵鐘（江戸時代）

## 歴代
- 内海徳勝

## 交通アクセス
- 八王子駅北口から西東京バスで富士美術館経由戸吹または杏林大学行、加住小学校前加住支所下車、徒歩7分
- 拝島駅南口から多摩バスで杏林大学行、加住小学校前加住支所下車、徒歩7分